# نیکی آدامز
نیکی آدامز (انگلیسی: Nicky Adams؛ زادهٔ ۱۶ اکتبر ۱۹۸۶) یک بازیکن فوتبال اهل بریتانیا است.

## باشگاهی
از باشگاه‌هایی که در آن بازی کرده‌است می‌توان به باشگاه فوتبال برنتفورد، باشگاه فوتبال کراولی تاون، باشگاه فوتبال روچدیل، باشگاه فوتبال لیتون اورینت، باشگاه فوتبال بری، و باشگاه فوتبال لستر سیتی اشاره کرد.